# Pauletta Foppa
Pauletta Foppa (Amilly, 22 december 2000) is een Franse handbalspeler, een lid van het Franse nationale team.

## Carrière

### Club
Foppa begon op tienjarige leeftijd met handballen op een school in Villemandeur. Daarna sloot ze zich aan bij USM Montargis. Later speelde ze in de regionale selectie van Centre-Val de Loire. In september 2014 vervoegde ze zich bij Pôle Espoirs Féminin uit Orléans, waar ze tot 2018 voor speelde. Tijdens haar laatste seizoen voor Pôle Espoirs speelde de cirkelspeelster ook voor CJF Fleury Loiret Handball in de Franse hoogste divisie. Sinds het seizoen 2018/19 staat ze onder contract bij Brest Bretagne Handball. Met Brest Bretagne verscheen ze in elk seizoen in de EHF Champions League en won ze in 2021 zowel het Franse kampioenschap als de Franse beker.

### Nationaal team
Pauletta Foppa speelde voor het Franse nationale jeugdteam, dat als vierde eindigde op het EK U-17 in 2017. Aan het einde van het toernooi werd ze geselecteerd voor het All-Star-team. Het jaar daarop nam Foppa deel aan de WK U-18. Met 26 goals was ze de meest productieve Franse speelster op dat toernooi.
Foppa maakte op 22 november 2018 haar debuut voor het Franse nationale team in een wedstrijd tegen Denemarken. Een maand later maakte Foppa deel uit van het team dat de titel won op het EK in eigen land. Twee jaar later stond Foppa opnieuw in de finale van het EK, dat Frankrijk dit keer verloor. In de finale was Foppa de meest productieve speler met vijf doelpunten. Ze maakte ook deel uit van de ploeg die de gouden medaille veroverde bij de Olympische Spelen in Tokio. Foppa tijdens het olympisch toernooi in totaal 34 doelpunten en werd ook geselecteerd voor het All-Star-team. Later dat jaar won ze de zilveren medaille op de Wereldkampioenschappen en ook daar werd ze geselecteerd voor het All-Star Team. Ook bij de Europese kampioenschappen van 2022, waar Frankrijk vierde werd, werd ze gekozen in het all-star team.